# Chris Impellitteri
Chris Impellitteri (Connecticut, 25 de setembro de 1964) é o guitarrista e fundador da banda de heavy metal Impellitteri.
Em 2008 a revista Guitarworld Magazine, oficialmente, nomeou Chris Impellitteri como um dos guitarristas mais rápidos de todos os tempos. Incluídos no ranking estão Eddie Van Halen, Rhandy Rhoads e Yngwie Malmsteen. Em 2003, a revista Guitar One Magazine apontou Chris Impellitteri como o segundo guitarrista mais rápido de todos os tempos no estilo "shred" (tocar guitarra dando ênfase à velocidade e técnica), depois de Michael Angelo Batio e seguido por Yngwie Malmsteen, como o terceiro mais rápido.
Um de seus trabalhos mais conhecidos é um cover de "Somewhere Over the Rainbow".

## Biografia
Chris tocou, no início da sua carreira, em várias bandas de tributo, até começar a sua própria, Impellitteri, desde 1987.
O primeiro lançamento de Impellitteri foi o EP Preto intitulado Impellitteri. o EP Preto era repleto de músicas com solos ferozes de guitarra, vocal gritado e um ritmo bem rápido. O EP Impellitteri estabeleceu o som das bandas no mundo do metal. No o segundo álbum, Victim of the System, Impellitteri continuou com seu tradicional estilo metal neoclássico, misturando técnicas de solos rápidos com frases de música clássica.
Em 1996 eles gravaram Screaming Symphony seguido pelo sucesso de 1997 Eye of the Hurricane. Em 2000 os Impellitteri gravaam Crunch, que foi o álbum, musicalmente, mais experimental, com batidas repetida (drum loops) e samples.
Em 2009 os Impellitteri lançaram o seu novo álbum, intitulado Wicked Maiden.
Atualmente está trabalhando em um projeto com uma banda de Nova York.